# Сое (Тирва)
Со́е (ест. Soe küla) — село в Естонії, у волості Тирва повіту Валґамаа.

## Населення
Чисельність населення на 31 грудня 2011 року становила 54 особи.

## Географія
Через населений пункт проходить автошлях 6 (Валґа — Уулу).

## Історія
До 21 жовтня 2017 року село входило до складу волості Гуммулі повіту Валґамаа.